# Bernhard Awolin
Bernhard Awolin (* 21. August 1869 in Vietschow; † 8. Dezember 1940 in Rostock) war ein deutscher Handwerker und Politiker (DNVP).

## Leben
Bernhard Awolin war selbstständiger Zimmermann und arbeitete als Bauführer in Berlin, Hannover und am Nord-Ostsee-Kanal. 1895 eröffnete er seinen eigenen Betrieb in Teterow. 1916 gehörte er der Landesverwaltung für Teterow an. Am 9. April 1917 wurde er zum Hofzimmermeister ernannt.
Anfang 1919 wurde er Abgeordneter des Verfassunggebenden Landtags für Mecklenburg-Schwerin. Er blieb dort jedoch nur bis zum August 1919 und wurde durch August Leo ersetzt.
Anschließend baute er sein Unternehmen weiter aus, das bis mindestens 1945 bestand. Nach Kriegsende wurden im November 1945 demontierte Maschinen der Firma nach Russland abtransportiert.